# 사이온지 긴쓰네
사이온지 긴쓰네(일본어: 西園寺公経)는 헤이안 시대 말기부터 가마쿠라 시대 전기의 공경이다.

## 와카
```
세찬 바람에 벚꽃잎 흩날리네 지는 것은 눈송이가 아니라 바로 이 몸일세
花さそふ嵐の庭の雪ならでふりゆくものはわが身なりけり
```

## 같이 보기
- 사이온지가